# 天主教魯斯登堡教區
天主教魯斯登堡教區（拉丁語：Dioecesis Rustenburgensis）是南非一個羅馬天主教教區，屬比勒陀利亞總教區。

## 歷史
教區的前身是一個宗座監牧區，成立於1971年6月28日，1987年11月18日升為教區。

## 現況
教區範圍包括西北省東北部、林波波省西南部。2010年有教友46,900人（佔轄區總人口4.7%）、十四個堂區、二十名司鐸。現任教區主教為凱文·道靈。